# Stephen King
Stephen Edwin King (sinh ngày 21 tháng 9 năm 1947) là một tác gia người mỹ. Vì danh tiếng của ông gắn liền với các tiểu thuyết kinh dị, nên ông nhận được danh xưng là "Ông hoàng kinh dị". Tuy nhiên, ông cũng đã thử sức với nhiều thể loại truyện khác, trong đó nổi bật nhất bao gồm giật gân, tội phạm, khoa học viễn tưởng, kỳ ảo và bí ẩn. Ngoài những cuốn tiểu thuyết, ông cũng đã sáng tác khoảng 200 truyện ngắn.
Cuốn tiểu thuyết đầu tay, Carrie (1974), đã đưa ông đến với thể loại kinh dị. Different Seasons (1982), một tuyển tập gồm bốn tiểu thuyết ngắn, là tác phẩm đầu tiên không thuộc thể loại. Trong số các phim chuyển thể từ tác phẩm của Stephen King, nổi bật nhất có Carrie (1976), The Shining (1980), The Dead Zone và Christine (1983), Stand by Me (1986), Misery (1990), The Shawshank Redemption (1994), Dolores Claiborne (1995), The Green Mile (1999), The Mist (2007) và It (2017). Ông đã từng xuất bản dưới bút danh Richard Bachman và có các tác phẩm đồng sáng tác, nổi bật nhất là với Peter Straub và hai người con trai Joe Hill và Owen King. Không chỉ vậy, ông còn có các tác phẩm phi hư cấu, và 2 tác phẩm nổi bật nhất là Danse Macabre (1981) và On Writing: A Memoir of the Craft (2000).
Stephen King đã nhận được rất nhiều giải thưởng trong sự nghiệp văn chương của mình. Một số giải thưởng nổi bật gồm có Giải O. Henry cho tác phẩm "The Man in the Black Suit" (1994) và Giải Sách Los Angeles Times cho thể loại Bí ẩn/Giật gân với tác phẩm 11/22/63 (2011). Ngoài ra, ông cũng nhận được nhiều danh hiệu nhờ sự đóng góp đối với nền văn học, bao gồm Huy chương cho Sự đóng góp Xuất sắc đối với Văn học Hoa Kỳ vào năm 2003, Giải Grand Master của tổ chức Mystery Writers of America vào năm 2007 và Huy chương Nghệ thuật Quốc gia vào năm 2014.

## Tác phẩm

### Tiểu thuyết
| Tên gốc                                      | Năm xuất bản | Tên bản dịch tiếng Việt                              | Dịch giả                    | Nhà phát hành Năm xuất bản |
| -------------------------------------------- | ------------ | ---------------------------------------------------- | --------------------------- | -------------------------- |
| Series The Dark Tower                        |              |                                                      |                             |                            |
| The Dark Tower: The Gunslinger               | 1982         |                                                      |                             |                            |
| The Dark Tower II: The Drawing of the Three  | 1987         |                                                      |                             |                            |
| The Dark Tower III: The Waste Lands          | 1991         |                                                      |                             |                            |
| The Dark Tower IV: Wizard and Glass          | 1997         |                                                      |                             |                            |
| The Dark Tower: The Wind Through the Keyhole | 2012         |                                                      |                             |                            |
| The Dark Tower V: Wolves of the Calla        | 2003         |                                                      |                             |                            |
| The Dark Tower VI: Song of Susannah          | 2004         |                                                      |                             |                            |
| The Dark Tower VII: The Dark Tower           | 2004         |                                                      |                             |                            |
| Series The Shinning                          |              |                                                      |                             |                            |
| The Shining                                  | 1977         | The Shinning - Thị Kiến                              | Phạm Hồng Anh, Thành Nguyễn | Nhã Nam, 2022              |
| Doctor Sleep                                 | 2013         | Ký ức kinh hoàng                                     |                             |                            |
| Series Holly Gibney                          |              |                                                      |                             |                            |
| The Outsider                                 | 2018         | The Outsider - Kẻ Song Trùng                         | Phí Mai                     | 1980 Books, 2022           |
| If It Bleed                                  | 2020         |                                                      |                             |                            |
| Holly                                        | 2023         | Holly - Tù nhân dưới tầng hầm                        | Ngô Thế Vinh                | 1980 Books, 2024           |
| Never Flinch                                 | 2025         |                                                      |                             |                            |
| Series Talisman                              |              |                                                      |                             |                            |
| The Talisman                                 | 1984         |                                                      |                             |                            |
| Black House                                  | 2001         | Ngôi nhà đen                                         |                             |                            |
| Series Bill Hodges                           |              |                                                      |                             |                            |
| Mr. Mercedes                                 | 2014         | Tên sát nhân Mercedes                                | Đỗ Tuấn Anh                 | Nhã Nam, 2017              |
| Finders Keepers                              | 2015         |                                                      |                             |                            |
| End of Watch                                 | 2016         |                                                      |                             |                            |
| Các tác phẩm và truyện ngắn khác             |              |                                                      |                             |                            |
| Carrie                                       | 1974         | Carrie - Vũ hội đẫm máu                              | Khánh Nguyên                | Nhã Nam, 2024              |
| Salem's Lot                                  | 1975         | Salem's Lot - Thị trấn ma cà rồng                    | Phí Mai                     | 1980 Books, 2024           |
| Rage                                         | 1977         | Thịnh nộ                                             |                             |                            |
| The Stand                                    | 1978         | The Stand - Đại dịch huỷ diệt                        | Đỗ Phan Thu Hà              | 1980 Books, 2024           |
| The Long Walk                                | 1979         | Chuyến đi dài                                        |                             |                            |
| The Dead Zone                                | 1979         | Vùng chết                                            |                             |                            |
| Fire starter                                 | 1980         | Người lửa (Người khởi lửa)                           |                             |                            |
| Roadwork                                     | 1981         |                                                      |                             |                            |
| Cujo                                         | 1981         | Chó điên Cujo                                        |                             |                            |
| The Running Man                              | 1982         | Người chạy bộ                                        |                             |                            |
| Christine                                    | 1983         |                                                      |                             |                            |
| Pet Sematary                                 | 1983         | Pet Sematary - Nghĩa địa thú cưng                    | Đỗ Phan Thu Hà              | 1980 Books, 2022           |
| Cycle of the Werewolf                        | 1983         |                                                      |                             |                            |
| The Eyes of the Dragon                       | 1984         | Những đôi mắt rồng                                   |                             |                            |
| Thinner                                      | 1984         |                                                      |                             |                            |
| It                                           | 1986         | IT - Gã hề ma quái                                   | Đỗ Phan Thu Hà              | 1980 Books, 2021           |
| Misery                                       | 1987         | Misery - Chiếc máy đánh chữ đẫm máu ở vùng núi tuyết | Diệu Anh                    | 1980 Books, 2022           |
| The Tommyknockers                            | 1987         | Tommy Búa gõ                                         |                             |                            |
| The Dark Half                                | 1989         |                                                      |                             |                            |
| The Stand: The Complete and Uncut Edition    | 1990         | The Stand - Đại dịch hủy diệt                        | Đỗ Phan Thu Hà              | 1980 Books, 2024           |
| Needful Things                               | 1991         | Needful Things - Cửa hàng ma quái                    | Tú Ân                       | Bách Việt, 2024            |
| Gerald's Game                                | 1992         | Trò chơi tình ái                                     | Đinh Trọng Nhân             | Bách Việt, 2024            |
| Dolores Claiborne                            | 1992         | Dolores Claiborne                                    |                             |                            |
| Insomnia                                     | 1994         | Chứng mất ngủ                                        |                             |                            |
| Rose Madder                                  | 1995         | Nàng thiên thảo                                      |                             |                            |
| The Green Mile                               | 1996         | The Green Mile - Dặm xanh                            | Anh Tuấn                    | 1980 Books, 2021           |
| Desperation                                  | 1996         | Tuyệt vọng                                           |                             |                            |
| The Regulators                               | 1996         |                                                      |                             |                            |
| Bag of Bones                                 | 1998         | Túi xương                                            |                             |                            |
| The Girl Who Loved Tom Gordon                | 1999         | Cô gái đã yêu Tom Gordon                             |                             |                            |
| Dreamcatcher                                 | 2001         |                                                      |                             |                            |
| From a Buick 8                               | 2002         |                                                      |                             |                            |
| The Colorado Kid                             | 2005         | Đứa bé Colorado                                      |                             |                            |
| Cell                                         | 2006         | Điện thoại di động                                   |                             |                            |
| Lisey's Story                                | 2006         | Chuyện của Lisey                                     |                             |                            |
| Blaze                                        | 2007         | Blaze                                                |                             |                            |
| Duma Key                                     | 2008         | Duma Key                                             |                             | 1980 Books, 2024           |
| Under the Dome                               | 2009         |                                                      |                             |                            |
| 11/22/63                                     | 2011         |                                                      |                             |                            |
| Joyland                                      | 2013         |                                                      |                             |                            |
| Revival                                      | 2014         |                                                      |                             |                            |
| Gwendy's Button Box                          | 2017         |                                                      |                             |                            |
| Sleeping Beauties (viết cùng Owen King)      | 2017         | Người đẹp say ngủ                                    |                             |                            |
| Elevation                                    | 2018         |                                                      |                             |                            |
| The Institute                                | 2019         | The Institute - Học viện                             | 1980 Novel                  | 1980 Books, 2021           |
| Later                                        | 2021         | Later - Sau này                                      | 1980 Novel, Hạnh Dung       | 1980 Books, 2021           |
| Billy Summers                                | 2021         | Billy Summers - Vụ ám sát cuối cùng                  | 1980 Novel, Huyền Thanh     | 1980 Books, 2022           |
| Gwendy's Final Task                          | 2022         |                                                      |                             |                            |
| Fairy Tale                                   | 2022         | Fairy Tale - Cổ tích                                 | Matryoshka                  | Nhã Nam, 2024              |

### Tuyển tập truyện
| #  | Nguyên gốc                                        | Tên tiếng Việt               | Năm xuất bản |
| -- | ------------------------------------------------- | ---------------------------- | ------------ |
| 1  | Night Shift (20 truyện ngắn)                      | Gác đêm                      | 1978         |
| 2  | Different Seasons (4 truyện vừa)                  | Những lí do khác nhau        | 1982         |
| 3  | Skeleton Crew (22 truyện ngắn)                    |                              | 1985         |
| 4  | Four Past Midnight (4 truyện vừa)                 |                              | 1990         |
| 5  | Nightmares & Dreamscapes (24 truyện ngắn)         | Ác mộng và mơ mộng           | 1993         |
| 6  | Hearts in Atlantis (2 truyện vừa, 3 truyện ngắn)  |                              | 1999         |
| 7  | Everything's Eventual (14 truyện ngắn)            |                              | 2002         |
| 8  | Just After Sunset (13 truyện ngắn)                | Ngay sau hoàng hôn           | 2008         |
| 9  | Full Dark, No Stars (2 truyện vừa, 3 truyện ngắn) | Toàn bóng tối, không ánh sao | 2010         |
| 10 | The Bazaar of Bad Dreams (21 truyện ngắn)         |                              | 2015         |
| 11 | If It Bleeds                                      |                              | 2020         |
| 12 | You Like It Darker                                |                              | 2024         |

### Phi hư cấu
- Danse Macabre (1981), khảo luận
- Nightmares in the Sky (Cơn ác mộng trên bầu trời, 1988)
- On Writing: A Memoir of the Craft (Về việc viết, 2000), tự truyện
- Secret Windows: Essays and Fiction on the Craft of Writing (Những cửa sổ bí ẩn, 2000), tập tiểu luận
- Faithful (2005) cùng với Stewart O'Nan, đối thoại

## Những tác phẩm được chuyển thể thành phim
Stephen King là nhà văn có nhiều sáng tác được các nhà làm phim Mỹ chuyển thể thành các tác phẩm điện ảnh và chúng cũng rất ăn khách. Một số ví dụ như: 
- Thinner nói về gã béo nặng hai tạ do vô tình gây tai nạn giao thông làm chết một bà lão thuộc bộ tộc Gypsy và bị dính phải lời nguyền của cha bà lão - vua bộ tộc Gypsy là mỗi ngày phải sụt vài chục kg cho đến khi gầy đét như bộ xương khô.
- Cat Eye một tập truyện ngắn kể về hành trình của một chú mèo hoang quanh các khu dân cư nơi chú đến và chứng kiến nhiều tội ác kinh hoàng cũng như những việc dị thường khác.
- Maximum Overdrive dựa theo tác phẩm "Trucks" có nội dung chính là sự nổi loạn của các loại máy móc và chúng quay sang tấn công con người.
- Carrie kể về một cô gái tuổi teen tên Carrie, cô có một người mẹ sùng đạo đến mù quáng và luôn bị bạn bè ghẻ lạnh, trêu chọc, tình cờ một ngày Carrie phát hiện mình có năng lực di chuyển đồ vật bằng ý nghĩ. Trong một lần phải hứng chịu một trò đùa quá đáng vào đêm vũ hội của trường, Carrie đã sử dụng năng lực của mình để trả thù tất cả học sinh trong trường.
- Đặc biệt nổi tiếng:
  - Mist: Sương mù, 1 thị trấn nhỏ, bất ngờ bị 1 làn sương mù bao phủ, kéo theo đó là vô vàn biến cố và những sinh vật kỳ lạ xuất hiện, câu chuyện càng nặng nề hơn khi những nhân vật trong phim bế tắc... Kết phim cũng mang lại cho người xem sự hụt hẫng và bài học cho những người mất niềm tin vào cuộc sống!
  - The Green Mile dựa theo tác phẩm cùng tên mô tả cuộc sống của những người quản giáo trại tù Green Mile và các tử tội trong những ngày cuối đời của họ, kết hợp nhiều yếu tố kì dị vốn có trong phong cách truyện của King.
  - Under The Dome: Một TV series, xuất hiện mùa đầu tiên vào 2013, Một mái vòm bất ngờ xuất hiện bao trùm 1 thị trấn, biến mọi thứ thành nội bất xuất, ngoại bất nhập. Một bộ phim nhiều bí ẩn, bí ẩn bao trùm bí ẩn. Những bí ẩn, những câu chuyện mập mờ, liên tục xuất hiện. khiến người xem không thể ngừng theo dõi. Nổi lên ý chính trong bộ phim là những nhân cách, những cá tính con người trong xã hội Khi biến cố xẩy ra những cá tính đó sẽ bộc lộ rõ ràng, bản chất người của con người sẽ mạnh mẽ hơn bao giờ hết! Dưới Under The Dome là 1 xã hội thu nhỏ!
  - It: Kể về một nhóm những đứa trẻ chống lại thế lực tà ác mang hình dạng một tên hề

Còn khá nhiều tác phẩm khác, hay có dở có nhưng chúng đã đánh dấu một số thành tựu nhất định của Stephen King trên con đường văn chương mang đậm màu sắc dị thường của ông.